# Regulador integrado
En ingeniería automática, un regulador es un dispositivo que tiene la función de mantener constante una característica determinada del sistema. Tiene la capacidad de mantener entre un rango determinado una variable de salida independientemente de las condiciones de entrada.
Algunos ejemplos de reguladores automáticos son un regulador de tensión (el cual puede mantener constante la tensión de salida en un circuito independientemente de las fluctuaciones que se produzcan en la entrada, siempre y cuando estén dentro de un rango determinado), un regulador de gas, una llave de paso de cualquier fluido (donde se regula el flujo del fluido que sale por ella), un regulador de buceo (que mantiene el aire que respira un buceador constantemente a la presión del agua que le rodea, en función de la profundidad) y un regulador de combustible (que controla el suministro de combustible a un motor).
Los reguladores pueden ser diseñados para el control desde gases o fluidos hasta luz o electricidad. El control puede realizarse de forma electrónica, mecánica o electromecánica.